# Caminemos Pisando la Senda de Nuestra Inmensa Felicidad
Caminemos Pisando la Senda de Nuestra Inmensa Felicidad (em português:  Caminhemos trilhando as estradas da nossa imensa felicidade) é o hino nacional da Guiné Equatorial. Foi escrito e composto por Atanásio Ndongo Miyono, e foi adotado como hino desde sua independência da Espanha, em 12 de outubro de 1968.